# Всюдник пурпуровий
Всюдник пурпуровий (Ceratodon purpureus) — вид листостеблових мохів родини дитрихові (Ditrichaceae).

## Поширення
Вид поширений по всьому світі, включаючи Антарктиду. У тропічних районах може замінятись близькоспорідненими видами. Росте на твердій, кам'янистій основі. Вид збільшує свій ареал за рахунок забруднення навколишнього середовища. Найчастіше зустрічається у міських районах, поруч із дорогами, на непрацюючих кар'єрах, смітниках.

## Опис
Мох утворює щільні пучки або суцільні подушки. Стебла прямостоячі, заввишки 3 см, іноді можуть виростати до 8 см. Листя коротке і волосоподібне, випрямлене у вологому стані; скручене в сухому стані. Коробочка смугаста, з зобом, суха з борознами, блискуча, на червоній або жовтуватій ніжці. Мох містить фотозахисні пігменти, які є корисними для адаптації до навколишнього середовища Антарктики. Забарвлення листя змінюється від зеленого до імбирного кольору.